# Rosenau (Brandenburg)
Rosenau település Németországban, azon belül Brandenburgban. Lakosainak száma 865 fő (2023. december 31.). Rosenau Wusterwitz és Jerichow községekkel határos.

## Népesség
A település népességének változása:
| Lakosok száma | 915  | 895  | 875  | 863  | 865  |
|               | 2017 | 2019 | 2021 | 2022 | 2023 |